# Riverside Century Plaza Main Tower

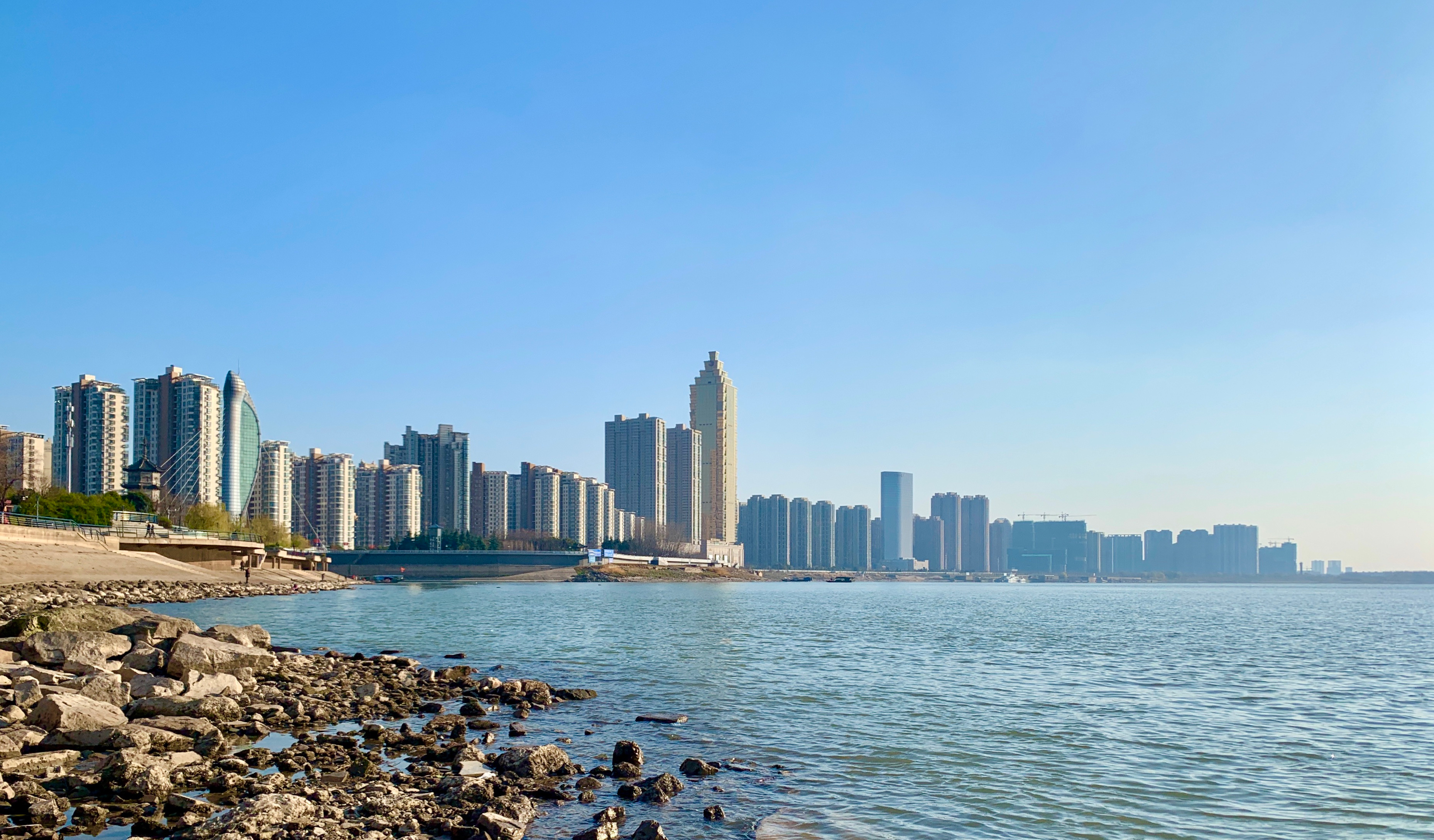
Skyline von Wuhu mit dem Riverside Century Plaza Main Tower (Mitte)

Der Riverside Century Plaza Main Tower ist mit 275 Metern und 66 Etagen der höchste Wolkenkratzer in Wuhu (chinesisch 蕪湖市 / 芜湖市, Pinyin Wúhú Shì). Die Bauzeit dauerte von 2011 bis 2015. Er ist der höchste Wolkenkratzer des Riverside Century Plaza Komplexes, der zwei weitere Tower mit je 168 Metern und 48 Etagen beinhaltet, die ebenfalls 2015 fertiggestellt wurden.